# عماد الميري
عماد غازي الميري (مواليد 9 أكتوبر 1977) هو لاعب كرة قدم سابق ومساعد مدرب الأهلي صيدا اللبناني في دوري الدرجة الثالثة. كان يلعب في مركزي الدفاع والوسط.

## الإنجازات
شباب الساحل
- كأس لبنان: 1999–2000؛ الوصيف: 2012–13
- كأس التحدي اللبناني: 2014

التضامن صور
- كأس لبنان: 2000–01

أولمبيك بيروت
- الدوري اللبناني الممتاز: 2002–03
- كأس لبنان: 2002–03

الأنصار
- الدوري اللبناني الممتاز: 2005–06، 2006–07
- كأس لبنان: 2005–06، 2006–07
- وصيف كأس النخبة اللبناني: 2005

الصفاء
- الدوري اللبناني الممتاز: 2011–12، 2015–16
- وصيف كأس النخبة اللبناني: 2011، 2015
- وصيف كأس السوبر اللبناني: 2011

الشباب العربي
- الدوري اللبناني الدرجة الثانية: 2016–17

الإنجازات الفردية
- التشكيلة المثالية للدوري اللبناني الممتاز: 2001–02، 2004–05، 2009–10،[1] 2010–11[2]